# Viktor Tingström
Viktor Tingström (* 25. April 2001 in Stockholm) ist ein schwedischer Dartspieler.

## Karriere
Bereits mit elf Jahren nahm Viktor Tingström für Schweden am WDF World Cup im Jugendbereich teil. Sein erstes großes Turnier war das World Masters 2019. Drei Jahre später 2022 erreichte er bei der WDF das Finale bei den Faroe Islands Darts Open. Ein Jahr später folgte der Gewinn des Finnish Masters. Außerdem qualifizierte Tingström sich für die PDC World Youth Championship 2023, wo er im Achtelfinale gegen Jitse van der Wal ausschied. Im Folgejahr nahm er erstmals an der PDC Qualifying School (Q-School) teil, jedoch ohne Erfolg. Auf der PDC Development Tour 2024 erreichte Tingström ein Achtelfinale und spielte zudem die PDC Nordic & Baltic Tour. Über den Nordic & Baltic Qualifier gelang ihm die Qualifikation für den German Darts Grand Prix 2024, was zugleich sein Debüt auf der European Tour war. Wegen Flugausfällen war er jedoch erst 20 Minuten vor Spielbeginn in der Halle und unterlag dort gegen Chris Dobey. Im Mai erreichte er in Wigan auf der Development Tour erstmals das Halbfinale. Ende September siegte er mit dem schwedischen Team beim WDF Europe Cup 2024. Im Januar 2025 erspielte Tingström sich bei der Q-School eine Tour Card für die PDC Pro Tour.

## Weltmeisterschaftsresultate

### PDC-Jugend
- 2023: Achtelfinale (3:6-Niederlage gegen  Jitse van der Wal)
- 2024: 1. Runde (1:6-Niederlage gegen  Sebastian Białecki)

## Turnierergebnisse
| Turnier              | 2019 | ...... | 2025 |
| -------------------- | ---- | ------ | ---- |
| BDO-Major-Turniere   |      |        |      |
| World Masters        | 1R   | n/t    | n/a  |
| PDC-Ranking-Turniere |      |        |      |
| World Masters        | n/a  | n/a    | VR   |
| UK Open              | n/t  | n/q    | 1R   |
| Karrierestatistiken  |      |        |      |
| Jahresendplatzierung | ?    | 182    |      |
| Verband              | BDO  | PDC    | PDC  |

| Legende zu den Turnierergebnissen | Legende zu den Turnierergebnissen | Legende zu den Turnierergebnissen | Legende zu den Turnierergebnissen | Legende zu den Turnierergebnissen | Legende zu den Turnierergebnissen | Legende zu den Turnierergebnissen | Legende zu den Turnierergebnissen | Legende zu den Turnierergebnissen | Legende zu den Turnierergebnissen |
| --------------------------------- | --------------------------------- | --------------------------------- | --------------------------------- | --------------------------------- | --------------------------------- | --------------------------------- | --------------------------------- | --------------------------------- | --------------------------------- |
| n/t                               | nicht teilgenommen                | n/q                               | nicht qualifiziert                | n/a                               | nicht ausgetragen                 | #R                                | Aus in jeweiliger Runde           | GP                                | Aus in der Gruppenphase           |
| AF                                | Achtelfinalist                    | VF                                | Viertelfinalist                   | HF                                | Halbfinalist                      | F                                 | Turnierfinalist                   | S                                 | Turniersieger                     |